# 1724 en santé et médecine
| Années de la santé et de la médecine : 1721 - 1722 - 1723 - 1724 - 1725 - 1726 - 1727    |
| Décennies de la santé et de la médecine : 1690 - 1700 - 1710 - 1720 - 1730 - 1740 - 1750 |

Cet article présente les faits marquants de l'année 1724 en santé et médecine.

## Publications
- Herman Boerhaave décrit le syndrome de Boerhaave qui correspond à une rupture de la paroi œsophagienne dans le cadre de vomissements excessifs[1].

## Naissances
- 21 février : Jacques Tenon (mort en 1816), chirurgien français[2].

Date à préciser
- Wilhem Heinrich Kramer (mort en 1765), médecin et naturaliste allemand[3].